# Hirsutella acridiorum
Hirsutella acridiorum är en svampart som beskrevs av Petch 1932. Hirsutella acridiorum ingår i släktet Hirsutella och familjen Ophiocordycipitaceae.   Inga underarter finns listade i Catalogue of Life.